# Winarsko
Winarsko (bułg. Винарско) – wieś w Bułgarii, w obwodzie Burgas, w gminie Kameno. Według danych szacunkowych Ujednoliconego Systemu Ewidencji Ludności oraz Usług Administracyjnych dla Ludności, 15 czerwca 2020 roku miejscowość liczyła 896 mieszkańców.

## Osoby związane z miejscowością

### Urodzeni
- Dełczo Penew (1948) – bułgarski polityk